# Rafa Lahuerta Yúfera
Rafa Lahuerta Yúfera (València, 1971) és un escriptor i novel·lista valencià. És l'autor de la novel·la Noruega, que fou premiada amb el premi Lletraferit de novel·la 2020.
Lahuerta, que creà la grada d'animació del València Club de Futbol Gol Gran, ha participat en diversos llibres col·lectius de temàtica futbolística.
El 9 d'octubre del 2022 va rebre la distinció al mèrit cultural de la Generalitat en els Premis Nou d'Octubre.

## Obra
- (2014) La balada del bar Torino. Llibres de la Drassana. ISBN 978-84-942860-1-8. 232 pàgines.
- (2020) Noruega. Llibres de la Drassana. ISBN 978-8412226546. 392 pàgines.
- (2024) La promesa dels divendres. Llibres de la Drassana. 9788412793567. 242 pàgines.[5]